# Ga Cheongsan
Ga Cheongsan (Tiếng Hàn: 청산역, Hanja: 靑山驛) là ga đường sắt trên Tuyến Gyeongwon nằm ở Choseong-ri, Cheongsan-myeon, Yeoncheon-gun, Gyeonggi-do, Hàn Quốc.
Vào ngày 15 tháng 12 năm 2006, Tàu điện ngầm vùng thủ đô Seoul tuyến 1 được mở rộng đến Ga Soyosan, giúp việc chuyển sang xe buýt trong khu vực Yeoncheon-gun trở nên dễ dàng hơn, dẫn đến số lượng hành khách đi tàu tại ga này giảm mạnh. Từ ngày 28 tháng 7 năm 2011, do mưa lớn, cầu đường sắt Choseong bị cuốn trôi và các hoạt động hoàn toàn bị đình chỉ. Tuy nhiên, đến ngày 21 tháng 3 năm 2012, dịch vụ tàu khách trên Tuyến Gyeongwon hoạt động trở lại và dừng 11 lần, nhưng tăng lên 17 lần vào ngày 1 tháng 7 năm 2012. Vào ngày 16 tháng 12 năm 2023, khi đoạn Soyosan ~ Yeoncheon của Tàu điện ngầm vùng thủ đô Seoul tuyến 1 khai trương, nó sẽ được di dời về phía bắc và tái sinh thành ga tàu điện ngầm. Và sau khi dự án mở rộng hoàn thành, ga Choseong-ri hiện tại dự kiến sẽ được di chuyển từ vị trí hiện tại trước Trung tâm phúc lợi hành chính Cheongsan-myeon đến gần Trường tiểu học Choseong, cách đó khoảng 1 km về phía bắc. Vào ngày 16 tháng 12 năm 2023, khi đoạn mở rộng Dongducheon ~ Yeoncheon của Tàu điện ngầm vùng thủ đô Seoul tuyến 1 mở cửa, nó sẽ trở thành ga tàu điện ngầm.

## Lịch sử
- 30 tháng 12 năm 1951: Mở cửa kinh doanh từ Choseong-ri, Cheongsan-myeon, Pocheon-gun, Gyeonggi-do đến Ga Choseong-ri.
- 10 tháng 9 năm 1953: Chuyển giao cho Cục Đường sắt
- 10 tháng 8 năm 1959: Thăng cấp thành ga thường
- 1 tháng 12 năm 2008: Được chỉ định làm trạm bán vé và nhà ga bán vé đường sắt bị dỡ bỏ
- 28 tháng 7 năm 2011: Hoạt động kinh doanh tạm dừng do mất đường ray do mưa lớn, các chuyến tàu du lịch và hàng hóa chỉ chạy đến ga này.
- 21 tháng 3 năm 2012: Với việc hoàn thành Cầu đường sắt Choseong, dịch vụ tàu đi lại được nối lại và số lượng chuyến tàu một chiều giảm xuống còn 6 chuyến mỗi ngày.
- 1 tháng 7 năm 2012: Tăng số lượng dịch vụ tàu hỏa đi lại
- 31 tháng 10 năm 2014: Bắt đầu xây dựng đường sắt đôi Tàu điện ngầm vùng thủ đô Seoul tuyến 1
- 2 tháng 7 năm 2018: Các chuyến tàu đi lại chạy đến Ga Yeoncheon do công việc cải thiện đường ray trên đoạn Yeoncheon ~ Baekmagoji của Tuyến Gyeongwon.
- 1 tháng 4 năm 2019: Tạm dừng dịch vụ trên Tuyến Gyeongwon từ Dongducheon ~ Yeoncheon do thi công điện khí hóa. Xe buýt thay thế chạy 32 lần một ngày.
- 21 tháng 11 năm 2023: Tên ga đổi từ Ga Choseong-ri thành Ga Cheongsan[1][2]
- 16 tháng 12 năm 2023: Khai trương tuyến đường sắt đôi Tàu điện ngầm vùng thủ đô Seoul tuyến 1

## Bố trí ga
| ↑ Jeongok |
| \| １     |
| Soyosan ↓ |

| １ | ●Tuyến 1 | ← Hướng đi Jeongok · Yeoncheon                              |
| ２ | ●Tuyến 1 | → Hướng đi Uijeongbu · Đại học Kwangwoon · Guro · Incheon → |

## Xung quanh nhà ga
| Lối ra \| 나가는 곳 \| Exit \| 出口 | Lối ra \| 나가는 곳 \| Exit \| 出口 |
| ----------------------------------- | --- |
| 1                                   | Khu nghỉ dưỡng dân cư Choseong 2-ri Làng xanh Taechang Blue Village APT Trường tiểu học Chosung Bưu điện Yeoncheon Chosung Đồn cảnh sát Cheongsan Kim chi Nonghyup Hàn Quốc |
| 2                                   | Shincheongyo Trung tâm phúc lợi hành chính Cheongsan-myeon Ga Choseong-ri Công viên giải trí Suối Yeoldu                                                                    |